# Cuspidaria atlantica
Cuspidaria atlantica är en musselart. Cuspidaria atlantica ingår i släktet Cuspidaria och familjen Cuspidariidae. Inga underarter finns listade i Catalogue of Life.